# Gleofilo Vlijter
Gleofilo Sabrino Rudewald Hasselbaink Vlijter (Paramaribo, 17 september 1999), kortweg Gleofilo Vlijter, is een Surinaams voetballer die als aanvaller voor Doxa Katokopia speelt.

## Carrière
Gleofilo Vlijter speelde in de jeugd van SV Robinhood, wat hem van 2015 tot 2016 verhuurde aan de Jamaicaanse Phoenix All Stars Football Academy. Proefperiodes in Europa bij KRC Genk, KV Oostende en Feyenoord leverden geen contract op, dus bleef hij bij Robinhood spelen. Na twee jaar in het eerste elftal kwam de stap naar het profvoetbal er in januari 2018 toch. Hij vertrok naar het Israëlische Hapoel Ironi Kiryat Shmona, waar hij een half jaar in het onder 19-elftal en het tweede elftal speelde. In de zomer van 2018 vertrok hij naar het Georgische Torpedo Koetaisi, waar hij op 30 november 2018 in de met 0-0 gelijkgespeelde thuiswedstrijd tegen FC Saboertalo zijn debuut maakte. In zijn laatste van de drie wedstrijden die hij voor Koetaisi speelde, de met 4-0 gewonnen thuiswedstrijd tegen Kolcheti 1913 Poti, scoorde hij zijn enige doelpunt voor de club. De club eindigde derde in het seizoen 2018, en het contract van Vlijter liep af. Na een half jaar clubloos te zijn geweest, sloot hij in de zomer van 2019 aan bij het op het tweede niveau van Cyprus uitkomende Aris Limasol. Hier scoorde hij veertien keer in negentien wedstrijden, wat hem een transfer opleverde naar Beitar Jeruzalem.

### Statistieken
| Seizoen                        | Club                       | Land           | Competitie     | Competitie | Competitie | Beker | Beker | Internationaal | Internationaal | Totaal | Totaal |
| Seizoen                        | Club                       | Land           | Competitie     | Wed.       | Dlp.       | Wed.  | Dlp.  | Wed.           | Dlp.           | Wed.   | Dlp.   |
| ------------------------------ | -------------------------- | -------------- | -------------- | ---------- | ---------- | ----- | ----- | -------------- | -------------- | ------ | ------ |
| 2017/18                        | Hapoel Ironi Kiryat Shmona | Israël         | Ligat Ha'Al    | 0          | 0          | 0     | 0     | –              | –              | 0      | 0      |
| 2018                           | Torpedo Koetaisi           | Georgië        | Erovnuli Liga  | 3          | 1          | 0     | 0     | –              | –              | 3      | 1      |
| 2019/20                        | Aris Limasol               | Cyprus         | B' Kategoria   | 18         | 13         | 1     | 1     | –              | –              | 19     | 14     |
| 2020/21                        | Beitar Jeruzalem           | Israël         | Ligat Ha'Al    | 1          | 0          | 3     | 0     | 1              | 0              | 5      | 0      |
| Carrièretotaal                 | Carrièretotaal             | Carrièretotaal | Carrièretotaal | 22         | 14         | 4     | 1     | 1              | 0              | 27     | 15     |
| Bijgewerkt op 20 november 2020 |                            |                |                |            |            |       |       |                |                |        |        |

### Interlandcarrière
Op vijftienjarige leeftijd debuteerde Vlijter voor het Surinaams voetbalelftal, in de met 1-0 gewonnen vriendschappelijke thuiswedstrijd tegen Guyana. Hij kwam in de 83e minuut in het veld voor Giovanni Waal. In 2019 werd hij weer geselecteerd, voor wedstrijden in de CONCACAF Nations League 2019/20. Dit werd een zeer succesvol toernooi voor hem. In de eerste groepswedstrijd tegen Dominica scoorde hij beide doelpunten, in de 6-0 overwinning op Nicaragua scoorde hij viermaal, de wedstrijd erna tegen Saint Vincent en de Grenadines weer tweemaal, en in de tweede wedstrijd tegen Dominica weer twee keer. Hierdoor promoveerde Suriname naar de A-divisie van de Nations League en kwalificeerde het zich voor de CONCACAF Gold Cup 2021.
| Interlands van Gleofilo Vlijter voor Suriname     | Interlands van Gleofilo Vlijter voor Suriname     | Interlands van Gleofilo Vlijter voor Suriname     | Interlands van Gleofilo Vlijter voor Suriname     | Interlands van Gleofilo Vlijter voor Suriname     | Interlands van Gleofilo Vlijter voor Suriname     |
| №                                                 | Datum                                             | Wedstrijd                                         | Uitslag                                           | Soort wedstrijd                                   | Doelpunten                                        |
| Als speler bij Phoenix All Stars Football Academy | Als speler bij Phoenix All Stars Football Academy | Als speler bij Phoenix All Stars Football Academy | Als speler bij Phoenix All Stars Football Academy | Als speler bij Phoenix All Stars Football Academy | Als speler bij Phoenix All Stars Football Academy |
| ------------------------------------------------- | ------------------------------------------------- | ------------------------------------------------- | ------------------------------------------------- | ------------------------------------------------- | ------------------------------------------------- |
| 1.                                                | 30 april 2015                                     | Suriname − Guyana                                 | 1 – 0                                             | Vriendschappelijk                                 | 0                                                 |
| Als speler bij Aris Limasol                       |                                                   |                                                   |                                                   |                                                   |                                                   |
| 2.                                                | 5 september 2019                                  | Dominica − Suriname                               | 1 − 2                                             | CONCACAF Nations League 2019/20                   | 2                                                 |
| 3.                                                | 8 september 2019                                  | Suriname − Nicaragua                              | 6 – 0                                             | CONCACAF Nations League 2019/20                   | 4                                                 |
| 4.                                                | 11 oktober 2019                                   | Saint Vincent en de Grenadines − Suriname         | 2 – 2                                             | CONCACAF Nations League 2019/20                   | 2                                                 |
| 5.                                                | 14 oktober 2019                                   | Suriname − Saint Vincent en de Grenadines         | 0 – 1                                             | CONCACAF Nations League 2019/20                   | 0                                                 |
| 6.                                                | 15 november 2019                                  | Suriname − Dominica                               | 4 – 0                                             | CONCACAF Nations League 2019/20                   | 2                                                 |
| 7.                                                | 18 november 2019                                  | Nicaragua − Suriname                              | 1 – 2                                             | CONCACAF Nations League 2019/20                   | 0                                                 |